# Greta Martini
Greta Martini (* 7. Juli 1985 in Galați) ist eine rumänische Pornodarstellerin.
Martini arbeitet für die Produktionsgesellschaft Pink´o, für die auch die Darstellerin Roberta Missoni Filme dreht. Ihr erster Film The G.M. Affaire des Regisseurs Denis Marti war erfolgreich. Sie wurde bei der Messe Venus Berlin 2008 als „Beste Europäische Newcomerin“ ausgezeichnet.

## Auszeichnungen
- 2008: Eroticline Award – Best European Newcomer
- 2008: Erotica-International Erotic Show, Prag – Best Foreign Starlet

## Filmografie
- Maliziose
- Orgasmo infinito
- Greta - Inarrestabile furia!
- The G.M. Affaire
- Greta Martini - Voglio diventare una Pinko Girls!